# تلیله موج‌نشین
تلیلۀ موج‌نشین (نام علمی: Calidris virgata) نام یک گونه از تیره آبچلیک است.